# Hjällsåsdammen
Hjällsåsdammen är en sjö i Ludvika kommun i Dalarna och ingår i Norrströms huvudavrinningsområde.